# Соловцов, Сергей Сергеевич
Серге́й Серге́евич Соловцо́в (1915—2009) — советский конструктор протезов, автор 55 изобретений. Заслуженный изобретатель РСФСР, главный конструктор Первого российского протезного завода им. Н. А. Семашко, доктор технических наук, профессор кафедры «Системы пластического деформирования» ГУ «Станкин».

## Биография
Родился в Москве 8 июля 1915 года. 

Отец — Соловцов Сергей Николаевич (1882—1948) — музыкант-педагог. Был заведующим первой в России государственной общедоступной музыкальной школой со стоимостью занятий 7 рублей в месяц.

Мать — Соловцова Анна Максимовна (1888—1973) из потомственных крестьян-середняков. Домохозяйка.

Жена — Соловцова (Сухотина) Татьяна Ильинична (1919—2003). Окончила 1-й Московских медицинский институт. Врач. Кандидат медицинских наук.
Соловцов Сергей Сергеевич в 1932 году окончил ФЗУ при Московском заводе «Красный пролетарий» и получил квалификацию «слесарь-инструментальщик» 4 разряда и до 1933 года проработал слесарем на этом заводе. 

С 1933 по 1938 обучался в Московском станкоинструментальном институте имени Сталина «СТАНКИН» по специальности инженера механика станкостроителя. После окончания института работал три года в специальной бригаде Экспериментального НИИ металлорежущих станков (ЭНИМС). За период работы прошёл школу профессионального конструктора. 

С ноября 1941 года по сентябрь 1958 года работал на Московском заводе протезных полуфабрикатов имени Н. А. Семашко.
Об этом заводе стоит рассказать подробней так как это уникальное предприятие имеющее и в нынешние дни огромное значение для страны. Большую роль не только в становлении предприятия, но и в формировании идеологии протезирования и ортопедии в послевоенные годы сыграл Соловцов Сергей Сергеевич.
До 1914 года производство протезов в России не имело промышленных масштабов и находилось в руках мелких и средних кустарных производителей. Начало Первой мировой войны дало большой приток инвалидов с фронтов. В начале 1915 года по инициативе Комитета Великой Княгини Елизаветы Федоровны была организована небольшая мастерская по изготовлению протезов. Эту работу возглавил Владимир Николаевич Розанов — один из лучших хирургов России, впоследствии оперировавший В. И. Ленина после покушения и ставший главным врачом Кремлёвской больницы, учитель основоположника отечественной травматологии и ортопедии Николая Николаевича Приорова, который также принимал участие в создании и развитии протезных мастерских, а впоследствии и самого завода. 

По мере развития военных действий потребность в искусственных конечностях росла и во второй половине 1915 года возникла мысль о создании в Москве завода по изготовлению частей для протезов машинным способом. В итоге, в 1916 году по указу Императора Николая II в Москве началось строительство протезного завода. Построенный в 1919 году завод имел медицинскую и производственную части, а его создание являлось определённым прогрессом развития этого направления в России.
Именно этот завод стал для Сергея Сергеевича смыслом жизни. Он пришёл на завод в 1941 году и был принят на должность инженера технического отдела, а уже в 1942 году исполнял обязанности начальника механического цеха. В этот тяжёлый для всей страны период завод был перепрофилирован на выпуск металлических деталей вооружения для подмосковного фронта. Необходимо было в кратчайшие сроки освоить новое производство. Большая нагрузка по производству боеприпасов легла на механический цех который возглавлял Соловцов С. С. Вместе с боеприпасами цех изготавливал мелкие металлические детали для ремонта вооружения и универсальный запал ручной гранаты. Несмотря на тяжелейшую ситуацию на предприятии, завод и возглавляемый Сергеем Сергеевичем цех ни разу не сорвал план поставок так необходимых фронту изделий в этом же году за самоотверженный и квалифицированный труд Соловцова С. С. назначают главным технологом всего предприятия. 

После улучшения ситуации на подмосковном фронте по решению Государственного Комитета Обороны заводу поручается возобновить производство протезных полуфабрикатов. Данное решение было связано с резко возросшим потоком инвалидов с ампутированными конечностями из госпиталей в тыл страны. Задача их протезирования превратилась в Государственную гуманитарную проблему, требующую неотложного решения. Десятки, а, в скором времени и сотни тысяч инвалидов с ампутированными конечностями, надо было протезировать и возвращать к трудовой деятельности.
Эта проблема по темпам своего развития, по качественным и количественным показателям и по своей важности нарастала быстрыми темпами и требовала немедленного решения. Завод был в стране единственным предприятием, которое имело технические возможности и опыт в этой сфере, но требовалась перестройка всей деятельности предприятия. 

С 1942 по 1944 год коллектив предприятия и Соловцов С. С. смогли решить важнейшую задачу перехода предприятия к массовому выпуску так необходимых инвалидам изделий.

В 1944 году на предприятии создаётся конструкторское бюро. К его созданию подталкивала необходимость выпускать более функциональные и более технологичные протезы конечностей способные в кратчайшие сроки реабилитировать инвалидов и возвращать их к трудовой деятельности. На решение этой задачи во главе конструкторского бюро был поставлен Соловцов С. С., который начиная с 3 января 1944 года возглавлял это подразделение в течение 14 лет.

Под его руководством и непосредственным участием были разработаны новейшие изделия того времени. Завод был награждён орденом «Знак Почёта» за большой вклад в реабилитацию инвалидов.

Некоторые изделия разработанные в то время до сих пор пользуются большим спросом у инвалидов, за их надежность и функциональность.
На одном из проходивших заседаний Ученого совета ЦНИИПП, его директор Борис Петрович Попов сказал: «Наука в протезировании началась в нашей стране с работ Сергея Сергеевича Соловцова по созданию принципиальной схемы протезирования и внедрения разработанного им (авторское свидетельство № 79279 от 29.10.1948 года) измерительно сборочного аппарата».
В 1958 году перешёл на научно педагогическую работу сначала доцентом а затем профессором Мосстанкина (теперь Московского государственного технологического Университета «СТАНКИН»)

### Заслуги
- Заслуженный изобретатель РСФСР;[1]
- Более 20 лет был учёным секретарем Всесоюзной секции машиностроения научно технического совета Министерство высшего и среднего специального образования СССР
- Автор свыше ста опубликованных работ и 55 изобретений;
- Награждён золотой, серебряной и бронзовой медалями ВДНХ;
- Участвовал в обучении более 4000 инженеров;
- Подготовил 20 кандидатов технических наук;
- Удостоен звания «Почетный профессор „Станкина“»
- Ветеран Великой Отечественной войны (трудовой фронт);
- Участник обороны Москвы;
- Ветеран труда.

## Публикации, Литература
- Соловцов С. С. Состояние и перспективы развития разделительных процессов обработки металлов давлением. Кузнечно-штамповочное производство, 1981 г.;
- Соловцов С. С. Безотходная разрезка сортового проката в штампах. М., «Машиностроение», 1985 г.;
- Соловцов С. С. «Воспоминания о деятельности завода в годы Великой Отечественной войны и в послевоенные годы», Москва 2001 г.
- Соловцов С. С. «Воспоминания о деятельности Московского завода протезных полуфабрикатов», Москва, 2002 г.;